# 路德会恩典堂 (明尼阿波利斯)
路德会恩典堂（英語：Grace Evangelical Lutheran Church）是明尼阿波利斯的一座教堂，毗邻明尼苏达大学东岸校园。该堂由瑞典路德会建于1915-1917年，服务于大学生。它是由查普曼和马格奈设计，哥特复兴风格。
1903年在明尼阿波利斯成立由瑞典移民为主的奥古斯塔那福音信义会。当时，明尼苏达州接纳了大批瑞典移民。1905年，该州有126,000名瑞典人，其中38000名居住在明尼阿波利斯和圣保罗。在明尼阿波利斯，有一个集中的瑞典移民居住区，在密西西比河西岸的七角街区，华盛顿大道和雪松大道附近。恩典堂是该教派在该市最早讲英语的堂会之一。1914年，该堂与位于密西西比河东岸的瑞典路德会沙崙堂合并。
两个堂会合并后，决定出售各自的产业，另外在明尼苏达大学和该教派开办的明尼苏达学院附近，新建一座共同的教堂。明尼苏达学院捐赠了在哈佛街和特拉华州街拐角处的一块土地， 查普曼和马格尼公司设计了新教堂。工程开始于1915年。1916年12月24日在部分完成的新教堂的地下室内举行了首次礼拜。1917年12月9日举行了献堂仪式。
1997年，该堂列入国家史迹名录。